# Guan Daosheng

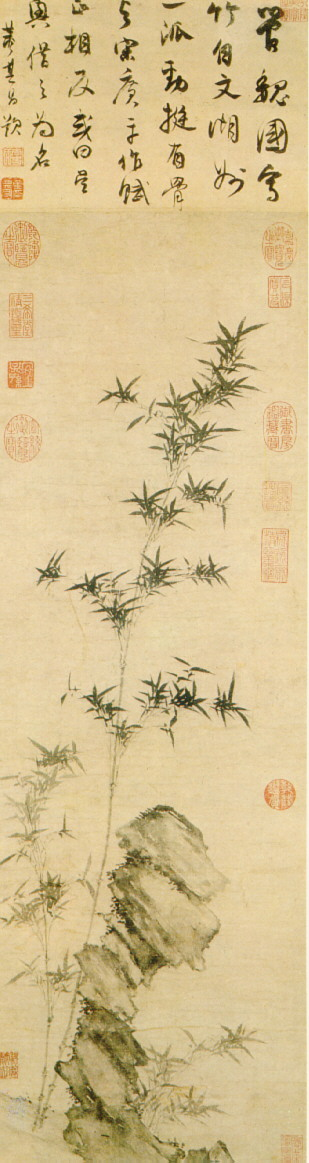
Bamboe en steen (竹石图), gewassen inkt op paper (collectie Nationaal Paleismuseum, Taipei)

Guan Daosheng (traditioneel Chinees: 管道昇; 1262–1319) was een Chinees kunstschilderes en dichteres die actief was tijdens de vroege Yuan-periode. Zij was de echtgenote van Zhao Mengfu en de eerste Chinese vrouw die naam maakte als kunstschilder. Guan was een prominent figuur in de geschiedenis van bamboeschilderingen en wordt beschouwd als de beroemdste vrouwelijke schilder in de Chinese geschiedenis.

## Biografie
Guan Daosheng werd in 1262 geboren te Huzhou, in de provincie Zhejiang. Mogelijk was ze een verre nazaat van de politicus en filosoof Guan Zhong (7e eeuw v.Chr.). Guan groeide op in het voorouderlijke grondbezit van haar welgestelde familie en kreeg naar verluidt een degelijke opleiding.

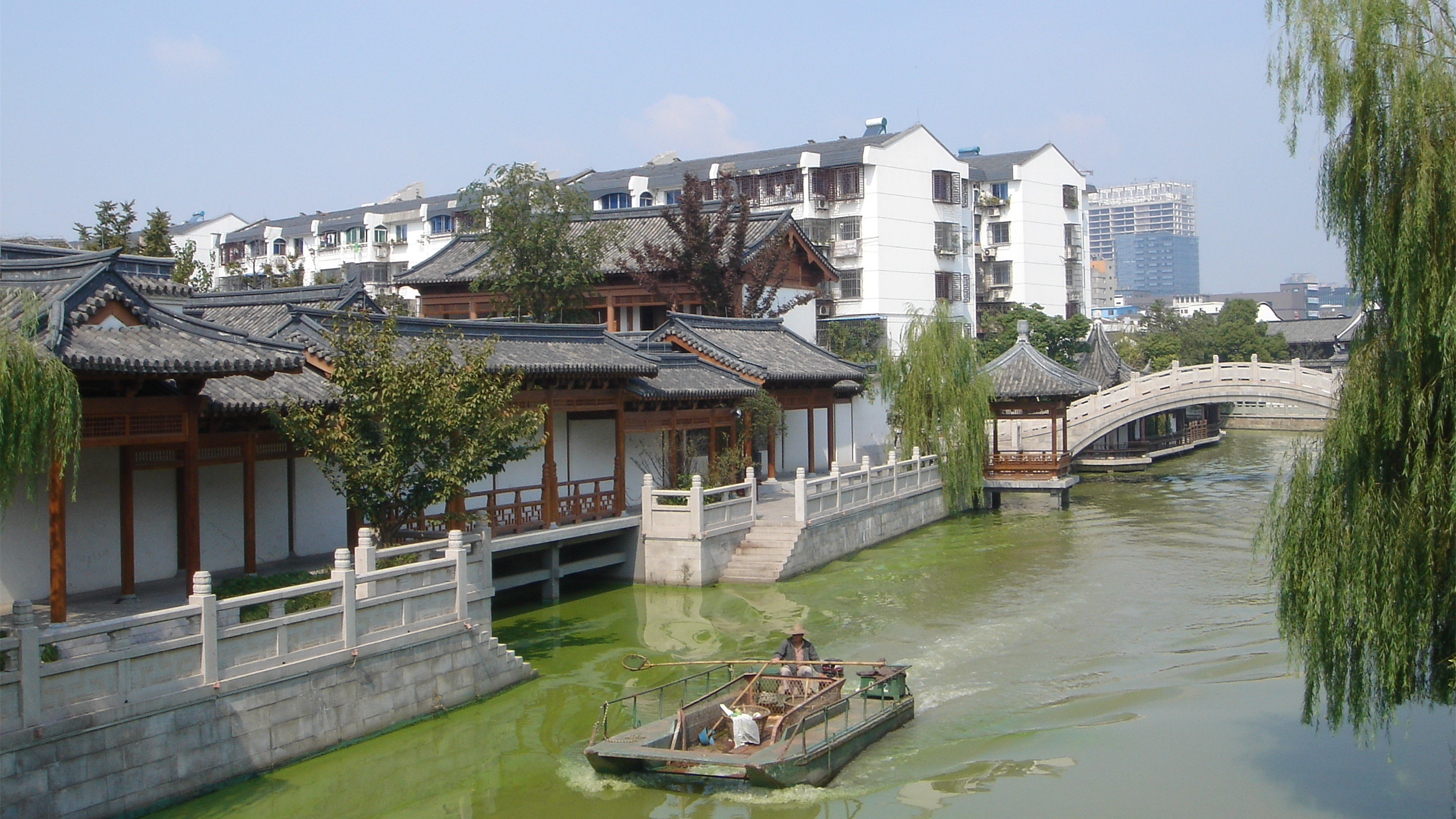
De woning van Guan en Zhao in Huzhou is tegenwoordig ingericht als museum

In 1286 trouwde Guan met de weduwnaar Zhao Mengfu (1254–1322), een bekend schilder en kalligraaf en een lid van de keizerlijke familie van de Yuan-dynastie. Zij kregen twee zonen en twee dochters, die samen opgroeiden met de zoon en vier dochters die Zhao had van zijn overleden vrouw. Dankzij Zhao's hoge functie was Guan in staat om met hem lange reizen te maken door China, iets wat in die tijd ongewoon was voor vrouwen. Men neemt aan dat zij en haar man ook regelmatig samen schilderden. Hun zoon Zhao Yong (1289–1360) werd later ook een bekende kunstschilder.
Guan Daosheng stierf in 1319 na een lang ziekbed. Zhao Mengfu overleefde zijn vrouw drie jaar en hertrouwde niet. Naar verluidt schilderde hij in deze periode voornamelijk bamboe, Guans favoriete schildersmotief. Het woonhuis van het echtpaar in Huzhou en hun gemeenschappelijk graf zijn beide gerestaureerd.

## Werken
Waarschijnlijk begon Guan Daosheng rond 1296 met schilderen en in 1299 met kalligraferen. Zowel Guans kalligrafieën als haar schilderijen worden door kunstkenners gewaardeerd om hun fijne, elegante penseelstreken.
Enkele van haar werken kregen het keizerlijke zegel van keizer Buyantu Khan en zijn zuster Sengge Ragi van Lu, en werden opgenomen in de keizerlijke collectie. Een groot deel van Guans werken zijn echter verloren gegaan. Van een paar werken is bekend dat ze waren opgedragen aan hooggeplaatste beschermvrouwen, waaronder prinses Sengge Ragi, maar men vermoedt dat dit aantal aanzienlijk groot is.

### Gedichten
De schilderijen van Guan Daosheng waren voorzien van gedichten in een fraaie kalligrafie. De stijl van deze gedichten waren ongewoon voor vrouwen in haar tijd. In een aantal gedichten uit ze haar zorg over haar man en haar (stief)kinderen, maar doet dit op een humoristische manier.

### Bamboeschilderingen

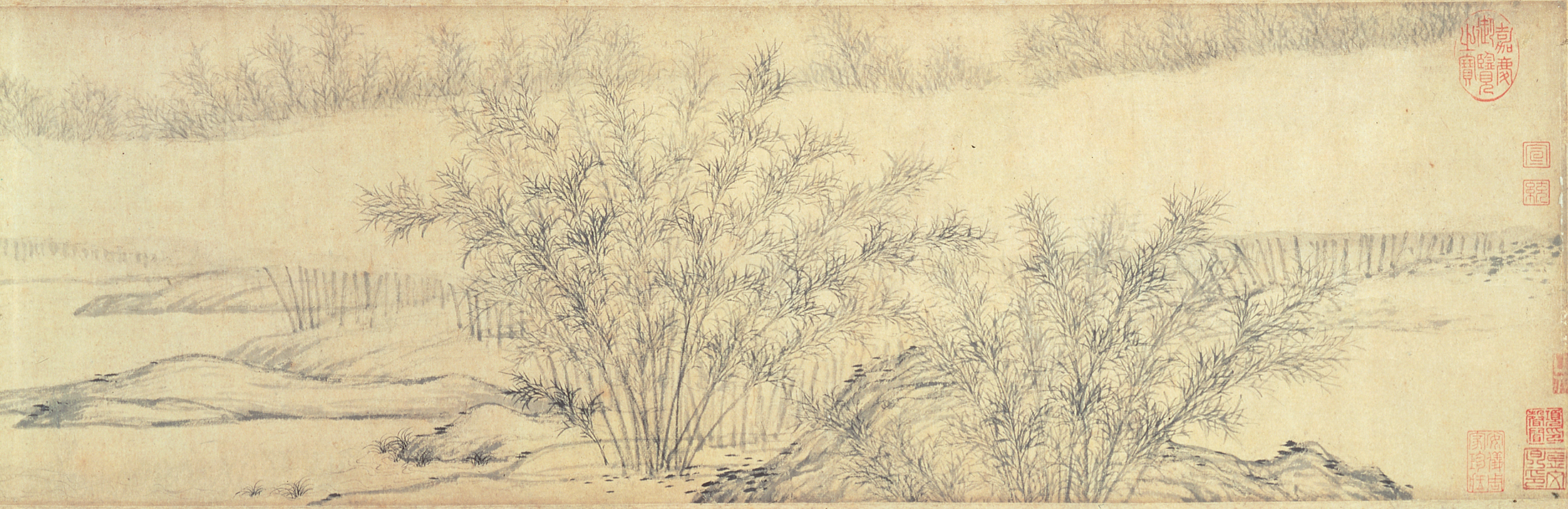
Bamboebossen in mist en regen, detail van een handrol, gewassen inkt op papier (collectie Nationaal Paleismuseum, Taipei)

De artistieke focus van Guan Daosheng lag vooral op het schilderen van bamboe. Dit was een ongewone keuze voor een vrouwelijke schilder, daar bamboe symbool stond voor kwaliteiten die vooral mannen nastreefden, zoals standvastigheid en flexibiliteit. Haar bamboeschilderijen oogsten daarentegen veel lof, onder andere om de krachtige, mannelijke penseelstreken waarin ze waren uitgevoerd. Volgens kenners kan men er niet aan afzien dat ze door een vrouw zijn geschilderd. Guans grootste invloed op de geschiedenis van de bamboeschildering was haar neiging om de bamboe als onderdeel van een landschap te schilderen. Dit in tegenstelling tot de meer gebruikelijke compositie van enkele bamboestengels die vrijwel het hele beeldvlak vullen.

## Trivia
- Een in 1994 ontdekte krater op Venus werd vernoemd naar Guan Daosheng.

- Gemeinsame Normdatei: 1112681701
- International Standard Name Identifier: 0000 0000 4470 9792
- KulturNav: c56d5983-3234-43b8-b225-b4549cb2f891
- Library of Congress Control Number: no2004117539
- Virtual International Authority File: 68653231
- WorldCat: E39PBJjXkm6THtXbQYBrFkFxjC